# Clinton (Nova Jérsei)
Clinton é uma cidade  localizada no estado americano de Nova Jérsei, no Condado de Hunterdon.

## Demografia
Segundo o censo americano de 2000, a sua população era de 2632 habitantes.
Em 2006, foi estimada uma população de 2605, um decréscimo de 27 (-1.0%).

## Geografia
De acordo com o United States Census Bureau tem uma área de
3,7 km², dos quais 3,6 km² cobertos por terra e 0,1 km² cobertos por água.

## Localidades na vizinhança
O diagrama seguinte representa as localidades num raio de 12 km ao redor de Clinton.